# تحول: جواسيس واشنطن
تحول: جواسيس واشنطن (بالإنجليزية: TURN: Washington's Spies) مسلسل دراما تاريخية أمريكي. مبنى على رواية أليكساندر روز بعنوان جواسيس واشنطن: قصة أول حلقة جواسيس أمريكية، من عام 2007. في 6 أبريل، 2016، بدأ عرضه على قناة إيه إم سي في الولايات المتحدة.
في 23 يونيو، 2014، جدد المسلسل لموسم ثاني من عشرة حلقات، بدأ عرضه في 13 أبريل، 2015، في 15 يوليو، 2015، جدد المسلسل لموسم ثالث، عرض في 25 أبريل، 2016. في 26 يوليو، 2016، جدد المسلسل لموسم رابع من عشر حلقات سيُعرض في عام 2017.

## الممثلين والشخصيات

### شخصيات رئيسية
- جيمي بيل بدور أبراهام وودهول
- سيث نومريك بدور بينجامن تالماج
- دانييل هينشال بدور النقيب كايليب بروستر
- هيذر ليند بدور آنا سترونغ

## الحلقات

### نظرة عامة
| الموسم | الحلقات | الحلقات | الأصلي        | الأصلي        |
| الموسم | الحلقات | الحلقات | الأول         | الأخير        |
| ------ | ------- | ------- | ------------- | ------------- |
| 1      | 10      | 10      | 6 أبريل 2014  | 8 يونيو 2014  |
| 2      | 10      | 10      | 13 أبريل 2015 | 8 يونيو 2015  |
| 3      | 10      | 10      | 25 أبريل 2016 | 27 يونيو 2016 |

## الإصدار المنزلي
في 17 مارس، 2015، صدر الموسم الأول من المسلسل على قرص مدمج بنوعي (DVD وBlu-ray)، في الولايات المتحدة.

## وصلات خارجية
- الموقع الرسمي
- تحول: جواسيس واشنطن على موقع IMDb (الإنجليزية)
- تحول: جواسيس واشنطن على موقع ميتاكريتيك (الإنجليزية)
- تحول: جواسيس واشنطن على موقع روتن توميتوز (الإنجليزية)
- تحول: جواسيس واشنطن على موقع كينوبويسك (الروسية)
- تحول: جواسيس واشنطن على موقع ألو سيني (الفرنسية)
- تحول: جواسيس واشنطن على موقع قاعدة بيانات الفيلم (الإنجليزية)